# Louis Franchet d'Espèrey

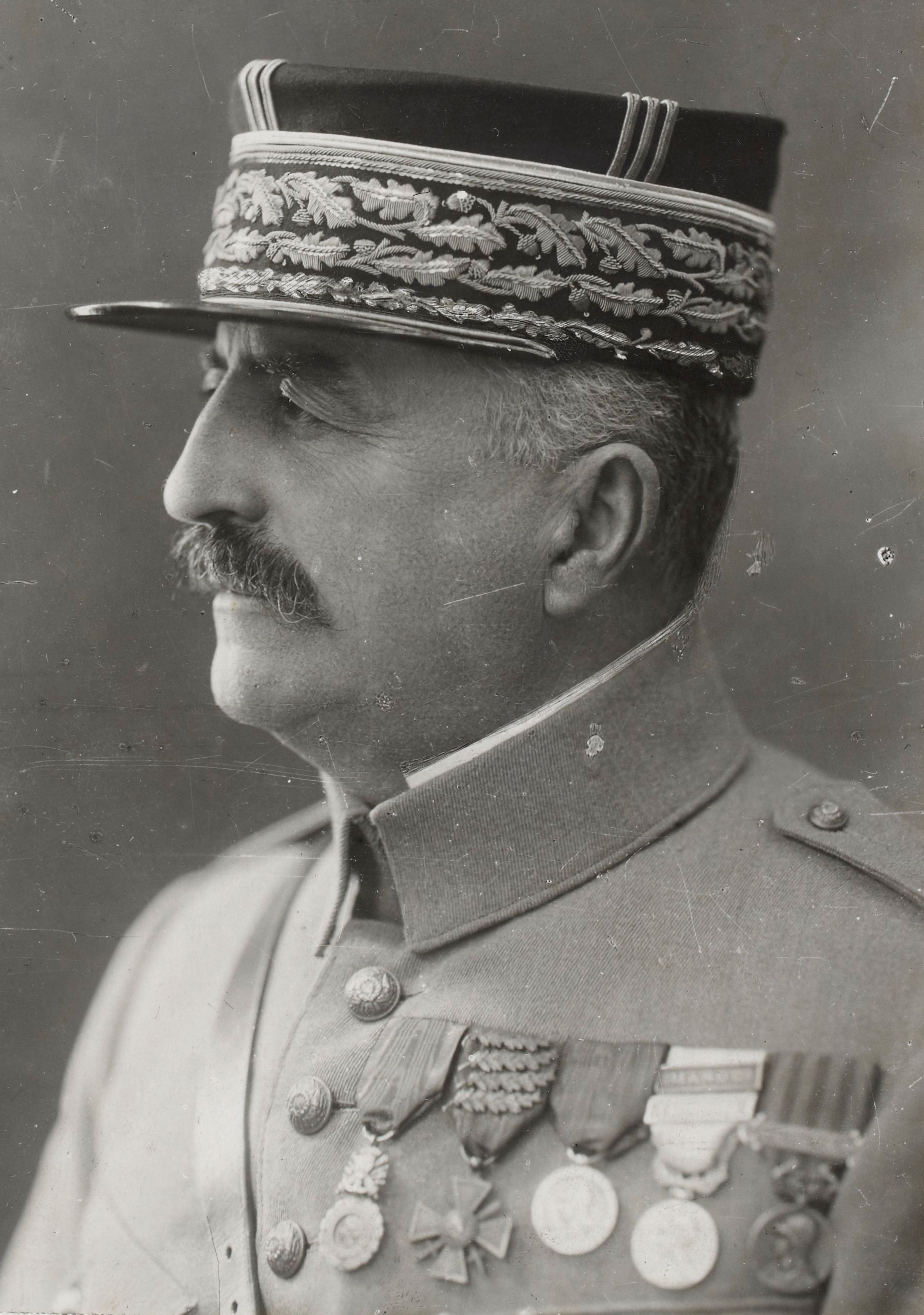
Louis Franchet d'Espèrey

Louis Félix Marie François Franchet d'Espèrey (25 de maio de 1856 - 8 de julho de 1942) foi um general francês durante a Primeira Guerra Mundial. Como comandante do grande exército aliado baseado em Salônica, ele conduziu a bem-sucedida campanha macedônia, que causou o colapso da Frente Sul e contribuiu para o armistício.

## Carreira
Com a eclosão da Primeira Guerra Mundial, ele deu boas evidências como comandante na Batalha das Fronteiras em agosto de 1914 e, como resultado, subiu rapidamente de posto durante o curso da guerra.
Em 3 de setembro do mesmo ano, o general Joffre confiou-lhe o comando do 5º Exército, em plena retirada e em perigo de ser cercado e destruído. Franchet d'Espèrey soube mostrar-se à altura da situação: ordenando aos seus homens que se virassem, lançou-os para contra-atacar, enquanto ao seu lado o exército. O general French entrou na brecha entre os exércitos de Bülow e von Kluck: «Seu papel - escreveu Joffre em suas memórias - merece ser enfatizado diante da história. Foi ele quem tornou possível a vitória do Marne ».
Franchet d'Espèrey comandou então o grupo do exército do Leste a partir de março de 1916 , depois a partir de janeiro de 1917 o grupo do exército do Norte.
Foi fortemente derrotado pelos alemães na Terceira Batalha do Aisne em maio de 1918. Ele foi então transferido da frente ocidental e nomeado comandante dos exércitos aliados em Salónica; entre 15 e 29 de setembro de 1918, Franchet d'Esperey, no comando de um forte exército composto por tropas gregas (nove divisões), francesas (seis divisões), britânicas (quatro divisões) e italianas (uma divisão), liderou uma ofensiva vitoriosa em a frente macedônia, obtendo a capitulação do exército germano-búlgaro e a saída da Bulgária da guerra. No armistício suas tropas haviam penetrado até a Hungria. Em 1919, com a guerra terminada, Franchet d'Esperey dirigiu operações contra a República Soviética da Hungria.
Ele foi nomeado marechal da França em 19 de fevereiro de 1921.
Ele representou a França na cerimônia de coroação do imperador da Etiópia Haile Selassié, que ocorreu em Adis Abeba em 2 de novembro de 1930. Ingressou na Académie française em 15 de novembro de 1934 .
Morreu em Albi em 1942, descansa na igreja de Saint-Louis no Hôtel des Invalides em Paris.